# Pseudyrias prophronis
Pseudyrias prophronis là một loài bướm đêm trong họ Noctuidae.